# لويس آيسنبرج
لويس آيسنبرج (بالإنجليزية: Louis Eisenberg)‏ هو لاعب شطرنج أمريكي، (ولد في أوديسا في أوكرانيا 1876  م).

## وصلات خارجية
- لويس آيسنبرج على موقع مباريات الشطرنج (الإنجليزية)
- لويس آيسنبرج على موقع 365Chess.com (الإنجليزية)